# Čchang-e 3
Čchang-e 3 (čínsky v českém přepisu Čchang-e san-chao, pchin-jinem Cháng'é sānhào, znaky 嫦娥三号) je čínská kosmická sonda určená k průzkumu Měsíce v rámci programu Čchang-e. K Měsíci ji vynesla raketa Dlouhý pochod 3B Y-23, která odstartovala 1. prosince 2013. 6. prosince dosáhla sonda měsíční orbity. Modul s měsíčním vozítkem přistál v sobotu 14. prosince v severozápadní části Mare Imbrium (Moře dešťů) jižně od kráteru Laplace F na souřadnicích 19,51° S, 44,12° Z, ačkoli původně bylo oznámeno místo přistání v oblasti Sinus Iridum (Záliv duhy, Duhová zátoka). V noci na neděli 15. prosince vozítko sjelo z modulu a začalo misi. Očekávána je tříměsíční životnost sondy a vozítka.

## Okolnosti letu
Mise Čchang-e 3 je součástí Čínského programu výzkumu Měsíce zahájeného roku 2003, v jehož rámci sondy Čchang-e 1 a Čchang-e 2 v letech 2007–2009 a 2010–2012 na oběžné dráze Měsíce zkoumaly a fotografovaly Měsíc. V druhé fázi programu mají sondy Čchang-e 3 a Čchang-e 4 na Měsíci přistát.

## Popis sondy
Sonda se skládá ze dvou částí – z vlastní sondy, která přistane na Měsíci a robotického vozítka. Předpokládaná životnost sondy je tři měsíce, energii ji budou dodávat solární panely a radioizotopový termoelektrický generátor. Suchá hmotnost sondy je cca 1200 kg, včetně paliva a vozítka pak zhruba 3700 kg. Vybavena je třemi panoramatickými kamerami, ultrafialovým teleskopem určeným k pozorování galaxií a hvězd, ultrafialovou kamerou k výzkumu zemské ionosféry.
Šestikolové vozítko jménem Nefritový králík (Jü-tchu) váží cca 120 kg, z toho 20 kg přístrojů. Elektrickou energii mu dodávají solární panely, vybaveno je kamerami, spektrometry k analýze měsíčního povrchu a radarem, s nímž chtějí čínští vědci zkoumat strukturu měsíčních hornin.

## Průběh letu

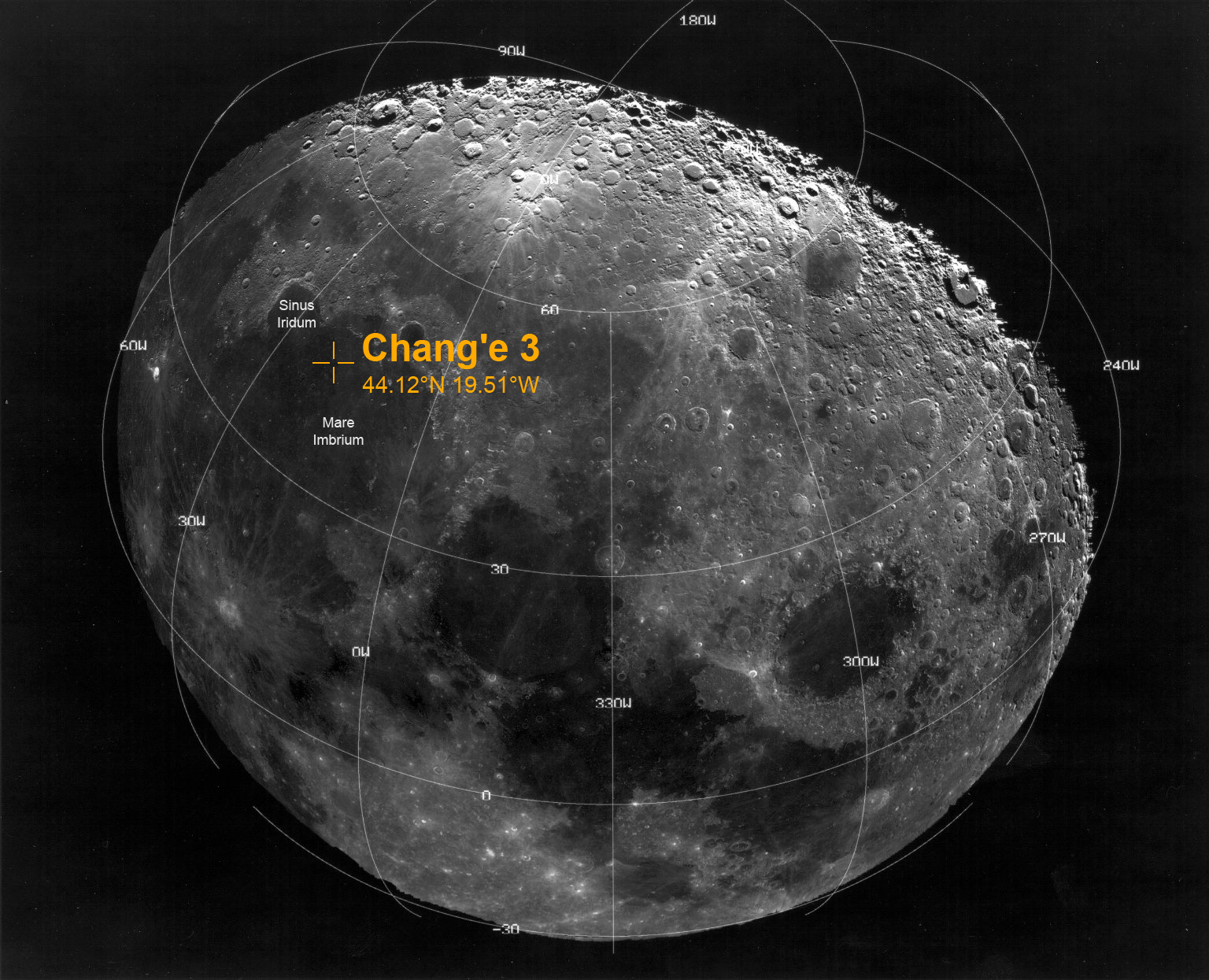
Místo přistání v Mare Imbrium

Sondu Čchang-e 3 úspěšně vynesla 1. prosince 2013 z kosmodromu Si-čchang nosná raketa Dlouhý pochod 3B.
Dne 14. prosince 2013 Nefritový vozík přistál na povrchu Měsíce v severozápadní části Mare Imbrium (Moře dešťů) jižně od kráteru Laplace F na souřadnicích 19,51° S, 44,12° Z. Čína se tak stala třetí zemí, která dokázala na Měsíc dopravit své vozítko. Zároveň se sonda Čchang-e 3 stala po 37 letech prvním člověkem vyrobeným kosmickým tělesem, který hladce přistál na povrchu Měsíce, naposledy to byla sovětská sonda Luna 24 v roce 1976.
Dne 15. prosince SEČ vozítko sjelo na povrch. Kamery zachytily brázdy od jeho kol v měsíčním prachu.